# Sheina
Sheina is een geslacht van kreeftachtigen uit de klasse van de Ostracoda (mosselkreeftjes).

## Soort
- Sheina orri Harding, 1966